# Asarum majale
Asarum majale är en piprankeväxtart som beskrevs av T.Sugaw.. Asarum majale ingår i släktet hasselörter, och familjen piprankeväxter. Inga underarter finns listade i Catalogue of Life.